# Medaglia della battaglia di Neerwinden
La medaglia della battaglia di Neerwinden fu una medaglia di benemerenza dell'Impero austriaco.

## Storia
La medaglia venne istituita nel 1793 per premiare quanti avessero partecipato alla Battaglia di Neerwinden, nella campagna dei Paesi Bassi, durante le guerre dell'Impero austriaco contro i rivoluzionari francesi. Lo scontro risultò una grande vittoria condotta dal principe tedesco Federico Giosia di Sassonia-Coburgo-Saalfeld che è raffigurato nella medaglia stessa.

## Insegne
La medaglia consisteva in un disco circolare d'argento e mostrava, sul diritto, il volto del principe Francesco Giosia voltato a destra accompagnato dalla scritta FRIDERIC. IOSIAS. PRINC. SAXO. COBVRG. S.R.I. SVPR. BELLI. DVX. con sotto la firma dell'incisore del conio, "BALDENBACH". Sul retro, all'interno della bordatura, si trova una scena allegorica con la vittoria che corona l'imperatore Francesco I nelle vesti di imperatore romano mentre regge le insegne con l'aquila imperiale, nell'atto di consolare la personificazione del Belgio. Attorno si trova la scritta RESTITVTORI. BELGII. AVSPICE. AVGVSTO. con la data della battaglia.
Il nastro della medaglia era rosso.